# 後藤茂之
後藤 茂之（ごとう しげゆき、1955年〈昭和30年〉12月9日 - ）は、日本の政治家、大蔵官僚。自由民主党所属の衆議院議員（8期）、自由民主党政務調査会会長代理。
感染症危機管理担当大臣、経済再生担当大臣、新しい資本主義担当大臣、スタートアップ担当大臣、感染症危機管理担当大臣、全世代型社会保障改革担当大臣、内閣府特命担当大臣（経済財政政策）、新型コロナ対策・健康危機管理担当大臣（第2次岸田第1次改造内閣）、厚生労働大臣（第24・25代）、法務副大臣（第2次安倍内閣）、国土交通大臣政務官（第3次小泉改造内閣）、衆議院厚生労働委員長、衆議院災害対策特別委員長、衆議院東日本大震災復興・防災・災害対策に関する特別委員長、自由民主党長野県支部連合会会長、同社会保障制度調査会長、同税制調査会副会長、同社会保障制度調査会介護委員長、同新型コロナウイルス感染症対策本部座長、同政務調査会長代理、同政務調査会副会長兼事務局長、同報道局長、同組織運動副本部長、同第5期科学技術イノベーション基本計画委員長、同厚生労働部会部会長、同国会対策委員会副委員長を歴任した。
父は伊藤忠商事専務やファミリーマート会長を務めた後藤茂。大おじは京都ライトハウスの創設者でヘレン・ケラー賞や日本エスペラント学会の賞を受賞した鳥居篤次郎。祖父は臨済宗妙心寺派花園会の会長。母方の曽祖父は衆議院議員を務めた杉山東太郎。

## 来歴
東京都港区出身（現住所は長野県諏訪市湖岸通り2丁目）。千代田区立番町小学校、千代田区立麹町中学校、東京教育大学附属駒場高等学校、東京大学法学部第1類（私法コース）卒業。1980年、大蔵省に入省（理財局資金第一課）。
主税局調査課外国調査第一係長、洲本税務署長、理財局資金第二課長補佐（運輸、郵政、文部担当）、主税局調査課長補佐、主税局税制第二課長補佐などを経て、主税局企画調査室長を最後に退官。大蔵省奉職中、アメリカ合衆国ブラウン大学大学院修士課程に留学し、経済学修士号を取得した。細川内閣では主税局企画調整室長として細川護熙首相の「国民福祉税」構想を担った。
1996年の第41回衆議院議員総選挙に新進党公認で長野4区から出馬したが、落選。2000年の第42回衆議院議員総選挙に民主党公認で再び長野4区から出馬。自民党前職の小川元を破り、初当選した。
2001年、テロ対策特別措置法の採決で党議拘束に反し賛成した。2003年1月に民主党へ離党届を提出し、受理された。同年8月に自民党に入党。2000年に落選し政界を引退した小川の後継者が不在であった自民党長野県第4選挙区支部長に就任する。11月の第43回衆議院議員総選挙で民主党の堀込征雄を下して再選。
2005年の第44回衆議院議員総選挙で3選。同年11月、第3次小泉改造内閣で国土交通大臣政務官（災害対策関係施策及び社会資本整備関係施策の担当）に任命された。
2009年の第45回衆議院議員総選挙で民主党新人の矢崎公二に敗れ、比例復活もなく落選した。
2012年自由民主党総裁選挙で自由民主党幹事長（当時）・石原伸晃の選挙対策本部で事務局長を務める。同年の第46回衆議院議員総選挙で矢崎も比例復活もさせずに破り、4選で国政に復帰した。選挙後に発足した第2次安倍内閣で法務副大臣に任命された。
2013年10月、衆議院厚生労働委員長に就任。
2014年、第47回衆議院議員総選挙で矢崎を再び比例復活もさせずに破り5選。
2017年、第48回衆議院議員総選挙で日本共産党の新人・希望の党の寺島義幸を破り6選。
2021年、岸田文雄内閣総理大臣選出に伴う組閣人事で厚生労働大臣に任命され、初入閣となる。
2021年、第49回衆議院議員総選挙で日本共産党の新人を破り7選。
2022年3月19日、後藤が会長を務める自民党長野県連は、同年夏の参院選にタレントの松山三四六を擁立すると正式に発表。後藤は松山の後援会長に就任した。投票日直前の7月6日、週刊誌2誌の電子版が松山の女性問題と金銭トラブルをそれぞれ報道。「杉尾と松山が横一線」とされた各紙の情勢分析も潮目が変わり、松山は立憲民主党の現職・杉尾秀哉に敗れた。
同年10月23日、自民党長野県連は総務会などを開催。後藤は、参院選での松山の擁立ならびに敗北の責任をとり、党県連会長を辞任。後任には宮下一郎が就任した。

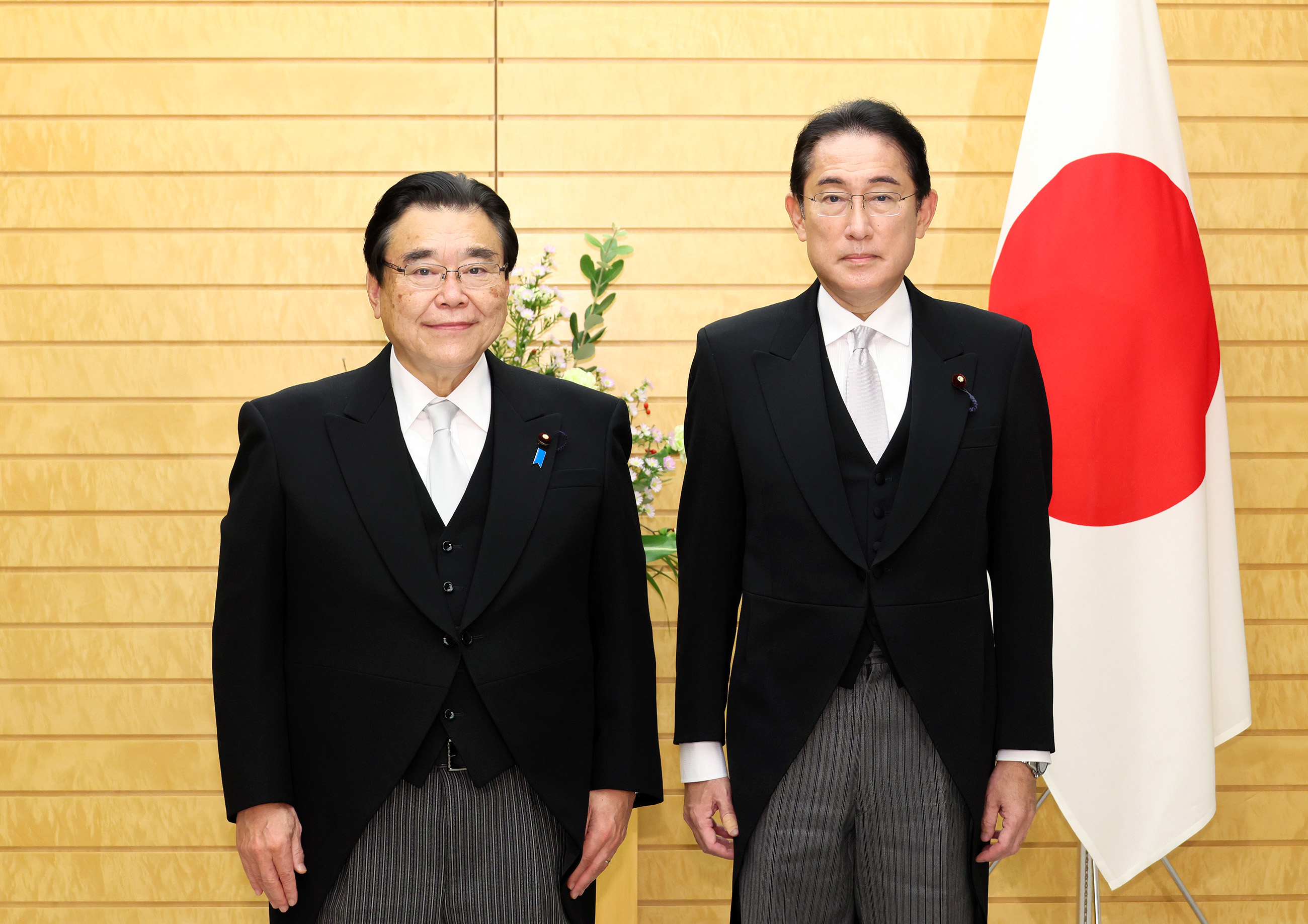
2022年10月25日、経済再生担当大臣等の辞令交付に際し、内閣総理大臣岸田文雄と

同年10月24日、世界平和統一家庭連合（旧統一教会）との関係が指摘されていた山際大志郎が大臣の辞表を提出。その後任として、25日に経済再生担当大臣、新しい資本主義担当大臣、スタートアップ担当大臣、新型コロナ対策・健康危機管理担当大臣、全世代型社会保障改革担当大臣、内閣府特命担当大臣（経済財政政策）に任命される。約2ヶ月ぶりの入閣となった。
2023年9月1日、内閣感染症危機管理統括庁が発足。同庁を所管する感染症危機管理担当大臣に任命され、新型コロナ対策・健康危機管理担当大臣の任を解かれた。その後も新型インフルエンザ等対策は引き続き担当し、同月13日に国務大臣の職を解かれた。
2024年9月27日に行われた自民党総裁選挙において林芳正の推薦人に名を連ねた。1回目の投票では林に投じ、得票数1位の高市早苗と2位の石破茂が進んだ決選投票では石破に投じた。
2024年10月27日、第50回衆議院議員総選挙で日本共産党の武田良介を破り8選。

## 政策・主張

### 憲法
- 憲法改正について、2012年の毎日新聞社のアンケートで「賛成」と回答[47]。2014年の朝日新聞社のアンケートで「どちらかと言えば賛成」と回答[48]。2017年の朝日新聞社のアンケートで「賛成」と回答[49]。

- 9条改憲について、2014年の毎日新聞社のアンケートで「賛成」と回答[50]。2017年の毎日新聞社のアンケートで「改正して、自衛隊を他国同様の『国防軍』にすべき」と回答[51]。

- 2014年7月1日、政府は従来の憲法解釈を変更し、集団的自衛権の行使を容認することを閣議で決定[52]。この閣議決定を評価するかとの問いに対し、同年の朝日新聞社のアンケートで「どちらかと言えば評価する」と回答[48]。集団的自衛権の行使に賛成かとの問いに対し、同年の毎日新聞社のアンケートで「賛成」と回答[50]。

- 憲法を改正し緊急事態条項を設けることについて、2021年の毎日新聞社のアンケートで「賛成」と回答[53]。

### 外交・安全保障
- 普天間基地の移設問題について、2012年の毎日新聞社のアンケートで「名護市辺野古に移設すべき」と回答[47]。

- 「政府が尖閣諸島を国有化したことを評価するか」との問いに対し、2012年の毎日新聞社のアンケートで「評価しない」と回答[47]。

- 日本による過去の植民地支配と侵略を認めて謝罪した「村山談話」の見直し論議について、2014年の毎日新聞社のアンケートで「見直すべきでない」と回答[50]。

- 従軍慰安婦に対する旧日本軍の関与を認めた「河野談話」の見直し論議について、2014年の毎日新聞社のアンケートで「見直すべき」と回答[50]。

- 第2次安倍内閣が2013年に提出した特定秘密保護法案は同年12月6日に可決成立した[54]。「こうした法律が日本に必要と思うか」との2014年の毎日新聞社のアンケートに対し、「必要」と回答[50]。

- 安全保障関連法の成立について、2017年のアンケートで「評価する」と回答[49]。

- 攻撃を受ける前に相手の拠点をたたく「敵基地攻撃能力」の保有について、2021年の毎日新聞社のアンケートで「反対」と回答[53]。

- 徴用工訴訟などの歴史問題をめぐる日韓の関係悪化についてどう考えるかとの問いに対し、2021年の毎日新聞社のアンケートで「政府の今の外交方針でよい」と回答[53]。

### ジェンダー
- 選択的夫婦別姓制度の導入について、2017年のアンケートで「どちらとも言えない」と回答[49]。2021年の毎日新聞社のアンケートで「賛成」と回答[53]。

- 同性婚を可能とする法改正について、2017年のアンケートで「どちらかと言えば反対」と回答[49]。「同性婚を制度として認めるべきだと考るか」との2021年の毎日新聞社のアンケートに対し「認めるべき」と回答[53]。

- クオータ制の導入について、2021年の毎日新聞社のアンケートで「賛成」と回答[53]。

### その他
- 「原子力発電所は日本に必要だと思うか」との問いに対し、2014年の毎日新聞社のアンケートで「必要」と回答[50]したが、2021年の同社のアンケートでは「将来的には廃止すべき」と回答[53]。

- アベノミクスについて、2014年、2017年の毎日新聞社のアンケートで「評価する」と回答[50][51]。

- 首相の靖国神社参拝について、2014年、2017年のアンケートで「どちらかと言えば反対」と回答[48][49]。

- 安倍内閣による森友学園問題・加計学園問題への対応について、2017年のアンケートで「どちらとも言えない」と回答[49]。

- 森友学園への国有地売却をめぐる公文書改竄問題で、2021年5月6日、国は「赤木ファイル」の存在を初めて認めた[55]。しかし5月13日、菅義偉首相はファイルの存在を踏まえた再調査を行わない考えを報道各社に書面で示した[56]。9月の自民党総裁選挙で総裁に選出された岸田文雄も10月11日、衆議院本会議の代表質問で再調査の実施を否定した[57]。国の対応をどう考えるかとの同年の毎日新聞社のアンケートに対し「これ以上、調査や説明は必要ない」と回答[53]。

- 「ドナルド・トランプ大統領を信頼できるか」との問いに対し、2017年の毎日新聞社のアンケートで「信頼できる」と回答[51]。

## 不祥事
- 2009年の衆議院選挙において、後藤の運動員が公職選挙法違反（現金買収の約束、未成年者使用）の疑いで逮捕、送検された[58]。
- 2013年5月、法務副大臣就任時に巨額年金資産消失事件を起こした企業の傘下の証券会社から、100万円以上の政治資金を受け取っていたことが問題視された[59]。後藤は、この証券会社の代表から50万円の寄付を受け、資産運用のため同社株式を200株（額面で計1000万円）保有していた[59]。後藤は政治資金について「政治資金規正法にのっとり適正に届け出た。多くの被害者を出した会社なので返還することにした」と説明した[59]。
- 2014年12月の衆議院選挙の期間中、岡谷市の投票所で投票管理者を務めていながら後藤の選挙運動をしたとして、後藤の後援会に属する男が公職選挙法違反（選挙事務関係者の選挙運動の禁止）容疑で長野地検に書類送検された[60]。
- 経済再生担当相を務めていた2023年6月、東京都世田谷区の土地と家屋を売却していた。大臣規範は在任中の不動産取引の自粛を求めている。後藤は退任後の同年10月の閣僚資産公開で売却を公表しておらず、近く訂正する。就任前に売却で合意したが書類準備などに時間がかかり、売却が在任中になったという。退任後の資産公開で売却を明らかにしなかった理由については「事務的なミス」と説明している[61]。

## 政治資金
- 2012年3月13日、AIJ投資顧問の事実上の子会社であるアイティーエム証券が後藤の政治資金パーティーの券を2度にわたって計80万円分購入していたこと、また後藤が同証券の代表取締役個人から50万円の寄付を受け取っていたこと、さらに同証券の株式200株（額面で計1千万円）を所有していたことが大分合同新聞に報じられた。共同通信の取材に対し、後藤本人からの回答はなく、事務所は「事実のようだが、額や日時など詳細は分からない」としている[62]。

## 選挙
| 当落 | 選挙                   | 執行日         | 年齢 | 選挙区      | 政党       | 得票数    | 得票率 | 定数 | 得票順位 /候補者数 | 政党内比例順位 /政党当選者数 |
| ---- | ---------------------- | -------------- | ---- | ----------- | ---------- | --------- | ------ | ---- | ------------------ | ---------------------------- |
| 落   | 第41回衆議院議員総選挙 | 1996年10月20日 | 40   | 長野県第4区 | 新進党     | 6万5009票 | 38.66% | 1    | 2/3                | /                            |
| 当   | 第42回衆議院議員総選挙 | 2000年06月25日 | 44   | 長野県第4区 | 民主党     | 7万8397票 | 43.84% | 1    | 1/3                | /                            |
| 当   | 第43回衆議院議員総選挙 | 2003年11月09日 | 47   | 長野県第4区 | 自由民主党 | 7万618票  | 43.39% | 1    | 1/4                | /                            |
| 当   | 第44回衆議院議員総選挙 | 2005年09月11日 | 49   | 長野県第4区 | 自由民主党 | 8万7859票 | 49.72% | 1    | 1/3                | /                            |
| 落   | 第45回衆議院議員総選挙 | 2009年08月30日 | 53   | 長野県第4区 | 自由民主党 | 6万3118票 | 33.43% | 1    | 2/4                | 11/4                         |
| 当   | 第46回衆議院議員総選挙 | 2012年12月16日 | 57   | 長野県第4区 | 自由民主党 | 6万8083票 | 43.87% | 1    | 1/4                | /                            |
| 当   | 第47回衆議院議員総選挙 | 2014年12月14日 | 59   | 長野県第4区 | 自由民主党 | 6万3121票 | 46.07% | 1    | 1/3                | /                            |
| 当   | 第48回衆議院議員総選挙 | 2017年10月22日 | 61   | 長野県第4区 | 自由民主党 | 6万8673票 | 45.65% | 1    | 1/3                | /                            |
| 当   | 第49回衆議院議員総選挙 | 2021年10月31日 | 65   | 長野県第4区 | 自由民主党 | 8万6962票 | 62.61% | 1    | 1/2                | /                            |
| 当   | 第50回衆議院議員総選挙 | 2024年10月27日 | 68   | 長野県第4区 | 自由民主党 | 7万5713票 | 60.22% | 1    | 1/2                | /                            |

## 所属団体・議員連盟
- 自民党たばこ議員連盟[63]
- 神道政治連盟国会議員懇談会[64]
- みんなで靖国神社に参拝する国会議員の会[64]
- 日本会議国会議員懇談会
- 速やかな政策実現を求める有志議員の会
- 北京オリンピックを支援する議員の会
- TPP交渉における国益を守り抜く会
- 日韓議員連盟
- たばこと健康を考える議員連盟
- 再チャレンジ支援議員連盟
- 国際観光産業振興議員連盟（カジノ議連）[65]
- 有用微生物利活用推進議員連盟（EM菌議連）[66]
- ボーイスカウト振興国会議員連盟 [67]